# Erma Bossi
 (décembre 2019).
Le contenu est difficilement compréhensible vu les erreurs de traduction, qui sont peut-être dues à l'utilisation d'un logiciel de traduction automatique.
Pour les articles homonymes, voir Bossi.
Erma Bossi, née Erminia Bosich à Pula, le 9 juin 1875 (anciennement en Autriche-Hongrie, aujourd'hui en Croatie) et morte le 14 avril 1952 à Cesano Boscone, Milan, Italie est une peintre italienne qui a fait partie du mouvement artistique expressionniste Le Cavalier bleu au début du XXe siècle.
Erma Bossi expose en Allemagne, France et Italie. Pendant les années fascistes en Italie, elle présente ses œuvres aux expositions d'art du Sindacato Nazionale Fascista delle Belle Arti, mais à cause de deux guerres mondiales plusieurs de ses œuvres sont détruites. Elle est redécouverte en 2013 avec l'exposition au Schloßmuseum Murnau (de) qui lui a été dédiée : Erma Bossi - Eine Spurensuche. L'importance de ses œuvres dans l'évolution générale de l'art moderne, longtemps sous-estimée, est alors redécouverte et reconnue.

## Biographie

### Jeunesse et débuts artistiques
Notre connaissance des vies des artistes de la Nouvelle Association des artistes munichois et du mouvement Le Cavalier bleu ont souvent subi des interruptions et des rebondissements pendant la Première Guerre mondiale. Il n'est donc pas étonnant que certaines de ces biographies ne puissent être reconstruites que de manière incomplète. C’est le cas pour Erminia Bosich, qui se fait appeler Erma Bossi depuis 1900. C'est un nom qui rappelle le grec et le dieu Hermès, « expression essentielle » de sa personne.
Elle est née en Istrie, dans le territoire des Habsbourg, en 1875. Son père est Raimondo Bosich de Trieste et sa mère Lucia Ciak de Cittanova (aujourd'hui Novigrad). C'est donc à Trieste qu'elle fréquente le Collège civique féminin. À vingt-deux ans, elle expose ses peintures lors des expositions du cercle artistique de Trieste, obtenant des retours encourageants dans la presse locale. En 1902, Carlo Wostry (en) la représente dans une pose inhabituelle : c'est un tableau intense à la saveur orientale d'une grande beauté. Wostry rapporte sur le tableau la dédicace « à ma collègue distinguée, Erminia Bossi » (Ritratto di Erma Bossi, 1902, Musée Revoltella de Trieste). En 1904, le journal Il Piccolo signale ses pastels modelés dans « une explosion de couleurs si illuminée de lumières risquées pour impressionner l'observateur ».

### Allemagne

#### Études à Munich
Comme les femmes n'étaient pas autorisées dans les académies institutionnelles, il semble qu'à Munich, elle suive les cours de l'école d'arts de l'Association des femmes artistes de Munich, fondée sur l'exemple de l'Association générale des femmes allemandes. Ce sont des institutions de création qui ont vu le jour dans le but d'aider des jeunes artistes, notamment par la préparation d'expositions permettant de décerner des prix et des bourses. Erma Bossi suit les cours de peinture de Heinrich Knirr, futur peintre officiel de Hitler, et de Friedrich Fehr.
Elle devient l'élève de Gabriele Münter puis de Vassily Kandinsky. En 1908, Kandinsky et Münter achètent une maison, la Russenhaus, à Murnau, en Haute-Bavière, où ils s'installent pour expérimenter les nouvelles conventions. Cette habitation, où réside également le couple de peintres russes formé par Alexej von Jawlensky et Marianne von Werefkin, devient un lieu de rencontre et un centre culturel. Kandinsky crée à Murnau les premières œuvres dans lesquelles il peint des images sans volume et expérimente les formes et les couleurs.

#### Participation à la NKVM
En janvier 1909, la Nouvelle Association des artistes munichois (NKVM), à laquelle participe également Erma, est fondée. L’association comprend, parmi ses membres, Kandinsky et Münter, Jawlensky avec Werefkin, le russe Vladimir von Bechtejeff, les peintres allemands Alexander Kanoldt, Paul Baum, Karl Hofer, Adolf Erbslöh et l’autrichien Alfred Kubin, qui vient de publier le roman L'Autre Côté, considéré comme le premier exemple de littérature expressionniste. Alexej von Jawlensky écrit dans ses mémoires : « En 1909, j'ai fondé la Nouvelle Association des artistes munichois avec Kandinsky, Werefkin, Bossi, Erbslöh, Kanoldt et le docteur Fischer », ce qui montre qu’il avait rencontré Emma auparavant. En outre, Adeline, l'épouse d'Erbslöh, a témoigné avant 1909 de contacts avec Bossi. Au cours de la même année, l’association est rejointe par Paul Baum, Vladimir von Bechtejeff, Erma Bossi, Karl Hofer, Moisey Kogan et Alexander Sacharoff. C‘est aussi en 1909 qu’est fondée la galerie Modernen par le marchand d’art Heinrich Thannhauser, également à Munich.
Erma est à l'apogée de son activité et de sa révolution personnelle. Comme dans ses premiers travaux, elle est inspirée par des modèles français tels que Henri de Toulouse-Lautrec, Paul Cézanne, Paul Gaugin et Louis Anquetin et l'influence clairement ressentie par ses collègues artistes Marianne von Werefkin, Alexander Kanoldt et Adolf Erbslöh, fidèles au figuratif, mais toujours attentifs au développement de la modernité. Elle se rend à Paris pour observer les avant-gardes françaises chères à Kandinsky.
En 1910, elle vit entre Murnau et Paris, où elle est invitée au Salon des indépendants et au Salon d'Automne. Entre 1909 et 1912, Erma participe aux trois expositions organisées par le NKVM et exposées à la galerie Thannhauser. Ses œuvres Ballerina in rosso de 1909, Im Café (Interieur mit Figuren) de 1909-1910, Im Garten de 1910, Le Bagnanti et le tragique Compianto sul Cristo de 1911, illustrent parfaitement sa période d’expérimentation. Son style est simplifié, l’utilisation de sa palette de couleurs pures et intenses est essentielle. Drei Frauen (1910) est particulièrement réussi. Les trois femmes sont identifiées par leurs profils noir, pointu et anguleux : jaune, bleu et rouge.

##### Participation à la première exposition de la NKVM en 1909
À la première exposition de la NKVM, Bossi participe avec six peintures. Le tableau Zirkus, montré à cette époque, a été conservé et est en prêt permanent à la galerie municipale du Lenbachhaus à Munich. C'est une révélation du développement de la scène artistique munichoise à l'époque. Il s’agit de l’une de leurs premières peintures expressionnistes connues et montre les influences significatives d’Henri de Toulouse-Lautrec, de Georges Seurat et d’Henri Gabriel Ibels. En particulier, Bossi avait développé une faiblesse pour l'art de Paul Cézanne, qu'elle partageait évidemment avec son collègue artiste de Trieste, Pietro Marussig. Les photographies de Bossi confirment également que ce ne sont ni les Fauves ni Henri Matisse lui-même qui ont influencé le développement soudain de la peinture expressionniste et abstraite à Munich depuis 1908-1909, car elles montrent les sources dont les Fauves se sont inspirés, à savoir les peintures de Vincent van Gogh, Paul Gauguin et ses successeurs, les Nabis. Edvard Munch, formé en France et orienté[pas clair] vers Okumura Masanobu, a également joué un rôle déterminant dans la découverte de soi de la plupart des peintres qui ont fait carrière à Schwabing. Bossi doit être comptée parmi eux, comme en témoigne le style de son tableau Interieur mit Lampe (1909).
Selon le catalogue de l'exposition de la NKVM, Bossi vit à Munich en 1909.

##### Participation à la deuxième exposition de la NKVM en 1910
À la deuxième exposition du N.K.V.M. en 1910, Bossi participe de nouveau avec six œuvres, dont Stillleben et un tableau intitulé Mondnacht. Dans ce dernier tableau, elle pratique la peinture ton sur ton, invention de Louis Anquetin, dont elle avait autrefois enrichi le cloisonnisme. Au moment du N.K.V.M. la manière d’Anquetin de regarder le monde à travers un verre unicolore afin de transférer cette impression sur la toile était très populaire. Le style de peinture d'Anquetin était également très populaire auprès de Marianne von Werefkin, Alexej Jawlensky et plus particulièrement de Münter. Deux cartes postales à Münter et à Kandinsky prouvent pour 1910 un voyage en Italie en septembre et sa présence en décembre à Munich. Bossi a créé vers 1910 un Bildnis Marianne Werefkin, qui équivaut à un hommage à la peintre. Il est situé dans la galerie municipale de la Lenbachhaus à Munich. De décembre 1910 à janvier 1911, la première exposition de la société de l'artiste Karo-Bube dirigée par Mikhaïl Fiodorovitch Larionov a lieu à Moscou. Les plus importants artistes d'avantgarde russes et français y ont été exposés. La NKVM était représenté par Bechtejeff, Bossi, Erbslöh, Jawlensky, Kandinsky, Alexander Kanoldt, Münter et Werefkin.

##### Participation à la troisième exposition de la NKVM à Paris en 1911
En 1911, elle est représentée à la troisième exposition de NKVM par quatre tableaux, dont seul Unter Palmen est connu. C’est quand elle vit à Paris qu’elle travaille dans l'atelier de Paul Sérusier et, en 1915, participe à l'exposition au Salon d'Automne. C'est là qu’elle expérimente l'aquarelle. Elle peint des séries de peintures dans lesquelles elle reprend toujours le même motif : trois ou quatre femmes, dansant, nues et entourées par la nature, dans différentes scènes.
C'est à cette période qu'elle se rend à Milan. Erma commence à utiliser la signature Erma Barrera Bossi, qui apparaît dans certaines peintures pouvant être datées entre 1910 et 1920. Son Ponte sulla Martesana, une aquarelle simple et linéaire, date de 1910 signé Barrera Bossi. Bien qu'elle ne se soit jamais marié, l'utilisation du nom Barrera est due à l'importante relation avec le ténor lyrique italien Carlo Barrera (1865-1938) « ihrer großen Liebe » (son grand amour), en signe d'attachement à lui. Leur amour est si fort que même après la séparation, Carlo Barrera retourne en Italie avec son épouse Nadia Solokova, en 1938, afin de mourir dans les bras d'Erma.
Parallèlement, à Munich, en 1911, Thannhauser présente la première exposition du nouveau mouvement Der blaue Reiter, qui restera actif jusqu’en 1914. Erma expose également, présentant des peintures d'une très grande expressivité, avec des couleurs vives - telles que le jaune et le bleu de Natura Morta con caraffa de 1912 - et des références thématiques clairement inspirées de la capitale française, telles que les peintures Cafè Blanche, Moulin Rouge, Femmes et animaux (1910-1915), La Danse, (1910-1915), Deux personnages devant le Pont du Carrousel (1915-1920), Paysage au dormeur  (1915-1920).
Vers 1911-12, elle vit probablement à Paris, où les traces de l'artiste deviennent moins claires avec des nouvelles douteuses de sa participation à diverses expositions. Au début de la Grande Guerre, elle s'installe définitivement à Milan tout en exposant à Munich. L'amour entre Kandisky et Münter est terminé. Il est à Berlin, elle est restée à Murnau. La période d'or vécue par Erma est terminée. Tout comme le restaurant du poignant Restaurant am Hof de 1919 est « fermé », où les volets sont fermés et aucun client n'apparaît.

### Italie
La guerre vient de se terminer. En décembre 1922, à Milan, Sironi fonde avec Bucci, Dudreville, Oppi, Malerba, Funi et Marussig le mouvement Novecento, qui apparaît pour la première fois en mars 1923 à la galerie Lino Pesaro située au rez-de-chaussée du palais PoldiPezzoli. Animé par Margherita Sarfatti, le mouvement aspire à un classicisme moderne, conçu et exploité dans une synthèse radicale. Tout en exposant toujours à Munich sur la vague de la nouvelle Sécession, Erma est maintenant dans la bonne ville pour trouver l'inspiration au lendemain de la nouvelle avant-garde artistique. En mai 1925, le magazine Lidel (it) (acronyme des initiales des mots Lectures, Illustrations, Dessins, Elegance, Labor), fondé en 1919 et très attentif à la mondanité et aux arts féminins, lui consacre un article, accompagné de trois illustrations de ses peintures, à l'occasion d'une exposition personnelle installée dans la Saletta de la rédaction : ses toiles « alliant grâce et vigueur sont pleinement conformes à la tradition picturale italienne”. Les œuvres d'Erma Bossi sont présentes aux deux expositions historiques italiennes du XXe siècle qui se déroulent au Palazzo della Permanente (it) de Milan: celle de 1926 et celle de 1929.
Lors de l'exposition de 1926, où toutes les personnalités artistiques les plus importantes de la scène italienne sont présentes, Mussolini prononc son discours inaugural le 15 février, soulignant la proximité entre la politique et l'art. Un tableau de Bossi, Fiera a Porta Genova, constitue l'une des cinq œuvres illustrant cet événement dans l'article "Secolo Illustrato" intitulé L'art italien du 900 ouvert par Mussolini à la Permanente de Milan. En 1926, elle peint une huile placide, presque éteinte (maintenant conservée au Civico Museo Revoltella de Trieste). Erma Bossi se sent toujours à l'avantgarde, mais le courant « d'avant-garde » s'aligne sur le régime et, par conséquent, même le style pictural s'adapte au climat de « retour à l'ordre ». Le tract est commandé, la couleur brillante est perdue. Erma est à nouveau à la recherche de la pureté des formes et de l’harmonie dans la composition, mais l’effet n’est plus éclatant et ses peintures ne sont pas excitantes.
Même si sa peinture « pour le signe énergique et gravé, pour le fort brossage, pour la construction large, on dirait viril » (comme on le dira en 1938 dans un journal milanais), la force primitive expressive ne se trouve plus dans ces huiles. À l'automne de 1927, elle revient à Trieste : elle expose cette année-là à la première exposition de l'Union fasciste des beaux-arts, puis l'année suivante à la IIe exposition de l'Union fasciste régionale des beaux-arts. Elle expose à nouveau en 1929 et en 1932. Erma jouit à Trieste de privilèges que son ami Wostry, par exemple, n'a pas : pour ne pas avoir adhéré à l'union fasciste, il est absent des expositions et marginalisé dans sa propre ville.
En 1930, à Milan, via Vivaio, le peintre de Trieste, Pietro Marussig, rejoint le sculpteur Tino Bortolotti, qui a récemment fondé une école d'art ouverte à tous pour enseigner le métier en reprenant la pratique de magasin. Erma, bien que déjà célèbre, devient son élève. Durant ces années, elle fréquente également la petite nièce de Margherita Sarfatti, Paola Consolo, à l'atelier de Funi.
Et c’est également en 1930 qu’Erma Bossi expose une nature morte dans le pavillon italien de la XVIIe Biennale internationale des Beaux-Arts de Venise, où un large espace est réservé aux futuristes et où Appels d’Italie est une comparaison avec les artistes résidant dans la capitale française. Une fois encore, Erma est l’un des grands de la peinture contemporaine. Cette fois, cependant, pas en Allemagne, mais en Italie. Erma à Milan en 1933, où elle organise une autre exposition personnelle à la galerie Tre Arti.
Toujours en 1933, et toujours à Milan, il expose à la galerie Il Milione. Giovane in costume spagnolo (1930-35) est fait à cette période. Dans les années où la nécessité d'encadrer les artistes au sein d'une union est soutenue, considérant l'intérêt et la participation comme outils d'inspiration artistique utiles pour une production consciente, la première exposition syndicale s'ouvre à Florence en 1933. Erma Bossi participe avec Natura morta. En 1935, elle est invitée à l'exposition célébrant les quarante ans de la Biennale de Venise inaugurée le 25 mai, année XIII de l'ère fasciste. L'exposition est consacrée à l'art vénitien en hommage à la ville, afin de démontrer la valeur et la contribution fondamentale des artistes vénitiens à une exposition internationale. Il semblerait que ce soit une consécration qu'Erma attendait certainement. L’œuvre est intitulée Funghi. Fin novembre 1938, la galerie Gian Ferrari de Milan, après avoir organisé une exposition d'art autrichien avec des œuvres d'Oskar Kokoschka et d'Alfred Kubin, présente une exposition personnelle de Bossi. Dans le Corriere della Sera du 24 novembre, nous apprenons qu'il s'agit principalement de paysages à l'huile, d'aquarelles, de gouaches : parmi ceux-ci, nous notons le paysage de la Valsolda. Ce sont des peintures caractérisées par la « recherche d'accords tonaux sobres » ; le danger échappé est applaudi : « le surréalisme, avec ses nombreux dangers, est vaincu victorieusement”. En Lombardie, Erma Bossi expose pendant dix ans (de 1929 à 1939) aux expositions d'art de l'Union fasciste régionale des beaux-arts et, bien que de temps à autre, de 1931 à 1941, aux expositions du syndicat provincial. Ce dernier, au Palazzo della Permanente de Milan, est également la « contribution des artistes milanais à la camaraderie au bras », entré en guerre le 10 juin. Erma Bossi présente Periferia di Milano. Elle reçoit en 1939 le Prix de Bergame,. Au plus fort du succès, Erma Bossi disparaît. En 1952, elle meurt dans l'extrême pauvreté à l'institut social catholique de Cesano Boscone, à l'âge de 77 ans. L'année suivante, sa famille décide de donner au Museo Revoltella le portrait que Wostry avait fait d'elle et qu'Erma avait jalousement préservé. Erminia retourne à Trieste.

## L'expositionEine Spurensuche
Le Schlossmuseum Murnau reprend les traces d'Erma Bossi laissées à Murnau comme une occasion de poursuivre l'œuvre d'une artiste qui, comme Gabriele Münter, a intensifié ses études d'art à Munich et se consacre depuis à la peinture. Pour la première fois, son séjour à Trieste est présenté. Avec de nombreux emprunts privés et publics, l'exposition est la première exposition personnelle sur la vie et l'œuvre d'Erma Bossi après sa mort en 1952; elle éclaire la vie d'un artiste avec des œuvres sans précédent et de nouveaux résultats de recherche, à partir desquels même les données clés ne parurent pas protégées.
En 2013, dans les collections du Schlossmuseum de la ville allemande de Murnau, figurait un tableau de Gabriele Münter intitulé Kandinsky et Erma Bossi am Tisch. Il existe plusieurs versions et différents croquis préparatoires de l’œuvre qui reproduit un coin de la maison où l'auteur habitait depuis juillet 1909 avec son partenaire et professeur Vassily Kandinsky à Murnau. Il est frappant de constater que les visages n’ont aucune importance dans les esquisses et dans les peintures : le visage de Bossi manque même de bouche et d’œil. L'accent est mis sur la pose et le geste. Sur la toile, Kandinsky - avec sa main levée et son doigt pointé - semble donner des instructions à Bossi, qui est penché et se penche sur la table, écoutant attentivement le professeur comme une petite écolière. Barbara U. Schmidt en dit : « La situation contradictoire de ces femmes est ainsi décrite : si elles ont participé aux mouvements d'avantgarde, elles ont néanmoins été à la fois difficilement en mesure de rompre avec des attributions prédéterminées de rôles de genre ».
Fäthke interprète la pose des deux personnages tout à fait différemment parce que, dans les études préparatoires, c'est Bossi qui discute en toute confiance avec Kandinsky et, de ce fait, le gêne presque. Observant l'intensité de la conversation qui semble exister entre les deux protagonistes du tableau, la directrice du musée, Sandra Uhrig, a voulu approfondir la connaissance de l'artiste peinte devant le célèbre maître de l'abstraction, essayant de faire la lumière sur quelques-uns et confus informations biographiques et les quelques ouvrages disponibles. Une recherche a donc été entreprise sur les traces d’Erma Bossi qui a conduit à la création d’une exposition inaugurée fin juillet au Schlossmuseum de Murnau et à la publication d’un catalogue qui utilise, entre autres, les contributions de Carla Pellegrini Rocca, galeriste milanaise dont les archives contiennent plusieurs témoignages sur l'artiste et Sergio Vatta, historien, pour la reconstruction des années Triestines de Bossi.
Une entrée dans le livre d'or de l'été Murnau de 1908 a donné l'impulsion. Erma Bossi, qui n'était même pas enregistrée à Munich, avait laissé une marque ici. Une vaste campagne de recherche a été lancée - après tout, ils voulaient se faire plaisir avec quelque chose de spécial pour les 20 ans du Schlossmuseum Murnau. Erma, cependant, avait disparu.
Les photos montrent clairement qu'elle a dû travailler pour Munich à Paris et qu'elle est ensuite retournée en Italie. La section française de la vie reste encore un angle mort à ce jour. Erma Bossi était à l'aise dans le style Art nouveau et dans l'expressionnisme du sud, essayant des natures mortes ou des actes cubistes. Elle était une portraitiste accomplie et s'intéressait aux paysages et aux formations urbaines. En Italie, à partir de la fin des années 1920, ses couleurs se sont estompées, les coups de pinceau sont plus aérés, globalement plus courageux: le feu du blaue Reiter a été éteint.